# ケチル
ケチル (ketyl)、あるいは ケチルラジカル とは、ケトンが一電子を与えられて生じるアニオンラジカル種。以下のような共鳴式で描かれる。
通常の条件では不安定だが、酸素や水を除去した系で発生させることができる。

## 発生
ケトンにナトリウムやカリウムなどのアルカリ金属を作用させると、金属からケトンに電子が1個移動してケチルが生じる。すなわち、ケトンが一電子還元を受けてケチルとなる。
RR'C=O + Na → RR'C•-O- + Na+
この還元反応は、金属マグネシウムや、低原子価チタン、ヨウ化サマリウム(II) などの還元剤でも起こりうる。ピナコールカップリングは金属マグネシウムを、マクマリーカップリングは低原子価チタンを還元剤としてケチルを発生させ、カルボニル基同士をホモカップリングさせる手法である。

## 用途

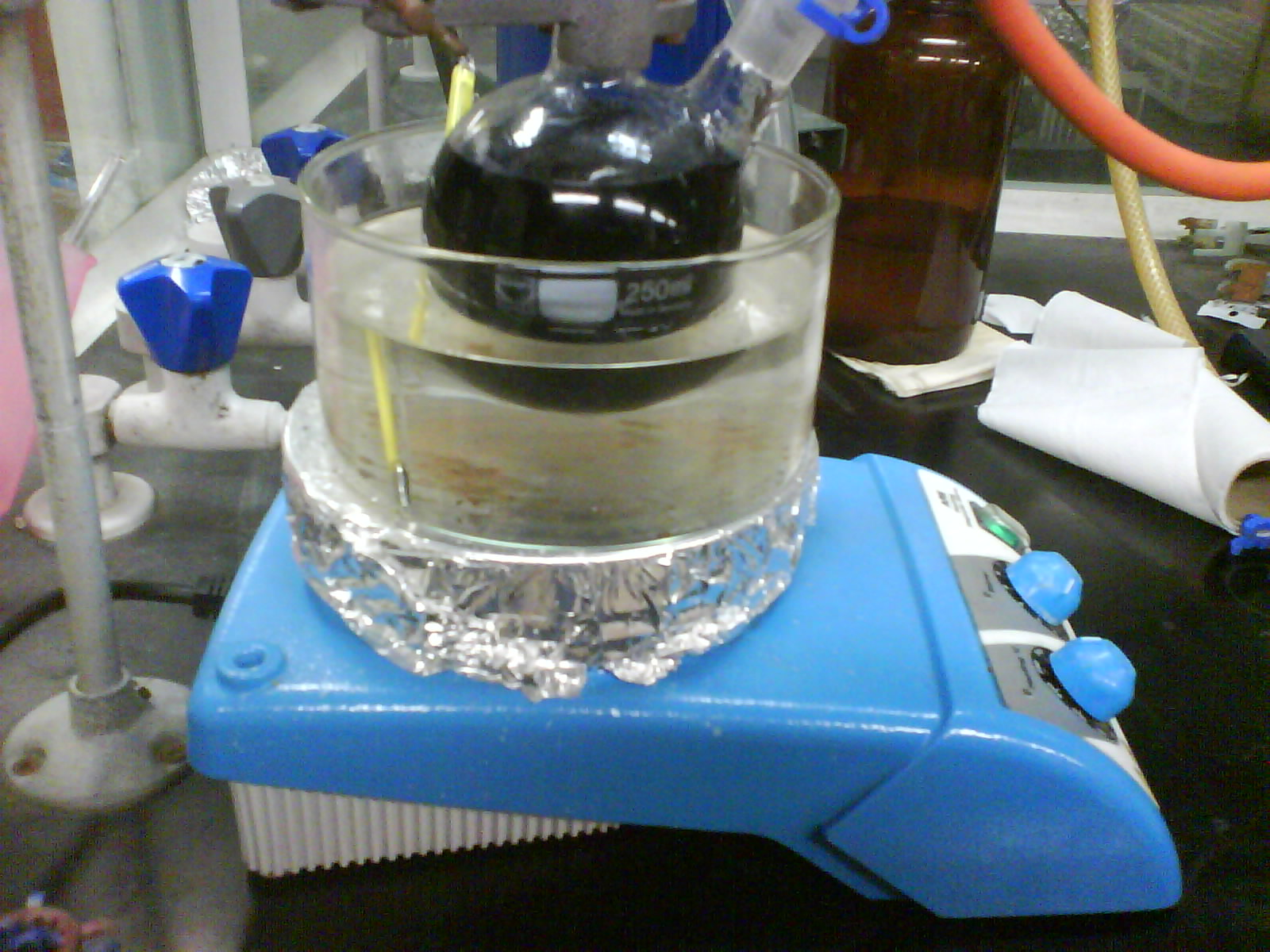
ベンゾフェノンケチルにより深い青色に呈色したトルエン

ベンゾフェノンケチルがテトラヒドロフランやジエチルエーテルなどの有機溶媒を乾燥させるために用いられる。溶媒にベンゾフェノンを溶かし、ナトリウムを加えると深い青色のベンゾフェノンケチルが発生する。溶媒に酸素や水が残っている場合は速やかに反応して色が消えるため、このケチルは乾燥剤であるとともに、酸素や水が残っていないことを示すインジケーターの役割も果たす。ベンゾフェノンケチルがさらに1電子を受け取るとジアニオンとなり、紫色を帯びる。